# Klášter Lichtenthal
Klášter Lichtenthal je ženský cisterciácký klášter ve spolkové zemi Bádensko-Württembersko v Německu. Byl založen v roce 1245, zrušen roku 1802 a znovu obnoven v 19. století. Goticko-barokní stavební komplex se po pozdějších přestavbách z větší části dochoval ve městě Baden-Badenu. Je významnou památkou regionální sakrální architektury s nekropolí bádensko-würtemberských knížat a šlechty v knížecí kapli. 

## Historie kláštera

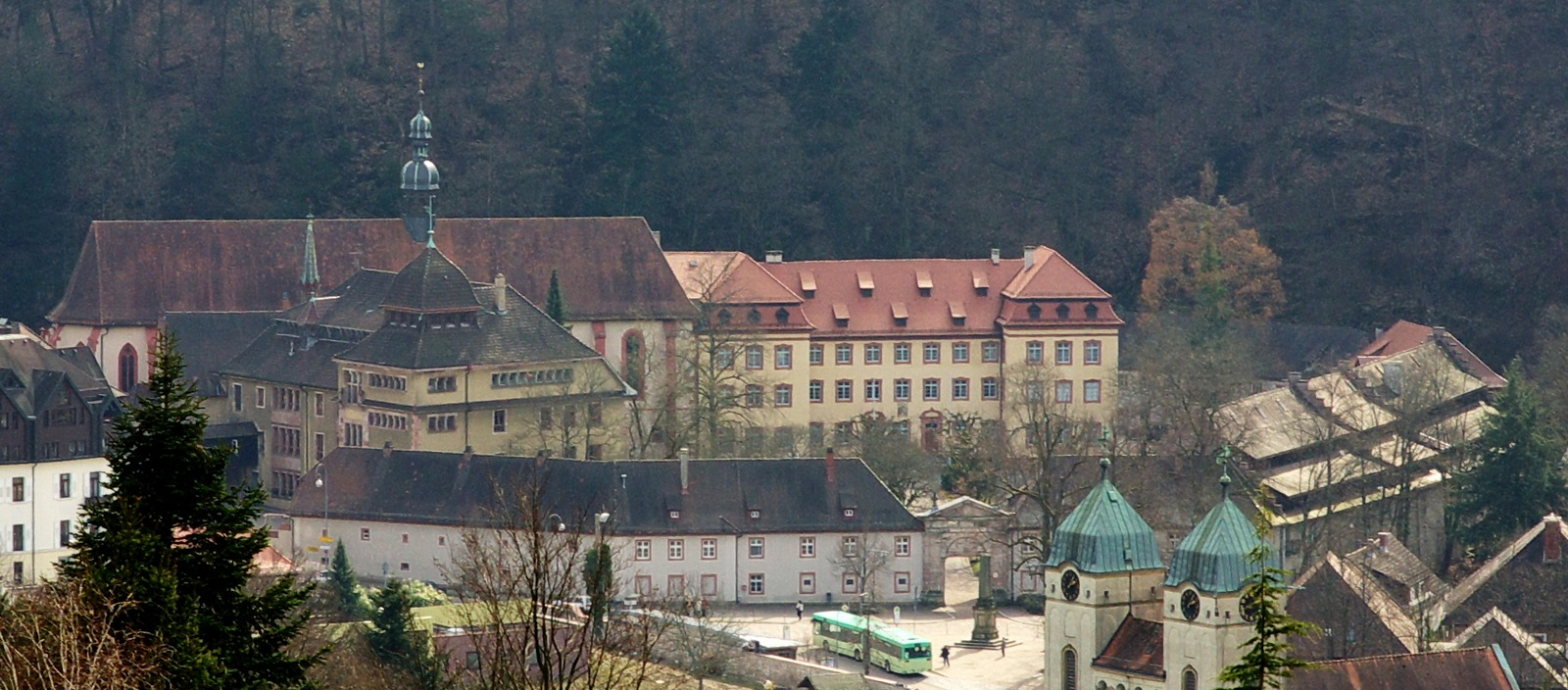
Pohled na klášter s evangelickým kostelem v popředí

Klášter nazvaný latinsky Beatae Mariae Virginis in Lucida Vallis (česky Blažené Panny Marie v Údolí světla) pro sestry řádu cisterciáků založila b letech 1243 až 1245 jako jednu z rodových fundací markraběnka Irmengarda Brunšvická, vdova po markraběti Heřmanovi V. Bádenském, jehož tělo sem dala převézt již v roce 1248 z opatství Backnang. Skríptorium vedly samy řeholnice, které zde byly písařkami i iluminátorkami, vrchol jejich uměleckých prací se datuje kolem roku 1450.. 
Z toho kláštera vyšly řeholnice k založení dvou lužickosrbských klášterů: Klášter Marienthal a Klášter Marienstern.
V době reformace byl postaven evangelický luteránský kostel, jehož mohutná přestavba z 19. století překryla panorama kláštera. Klášter stojící blízko francouzsko-německé hranice, podlehl náporu Napoleonovy armády, již roku 1802 byl formálně zrušen a řeholnice uprchly do jiných klášterů. Vrátily se po roce 1808. Cenný archiv s knihovnou se dostal do soukromého vlastnictví a po nápravě této aféry přešel do Zemské knihovny v Karlsruhe. Výrazná dostavba moderních budov konventu a školy pochází z 19.-20. století. V současnosti je klášter podřízen arcibiskupství ve Freiburgu im Breisgau, a patří ke kongregaci sester kláštera z Mehrerau. Řeholnice se věnují školské a charitativní činnosti, dále ručním pracím, zejména šití a vyšívání parament a vedou dům pro hosty s restaurací. 

## Architektura a výzdoba

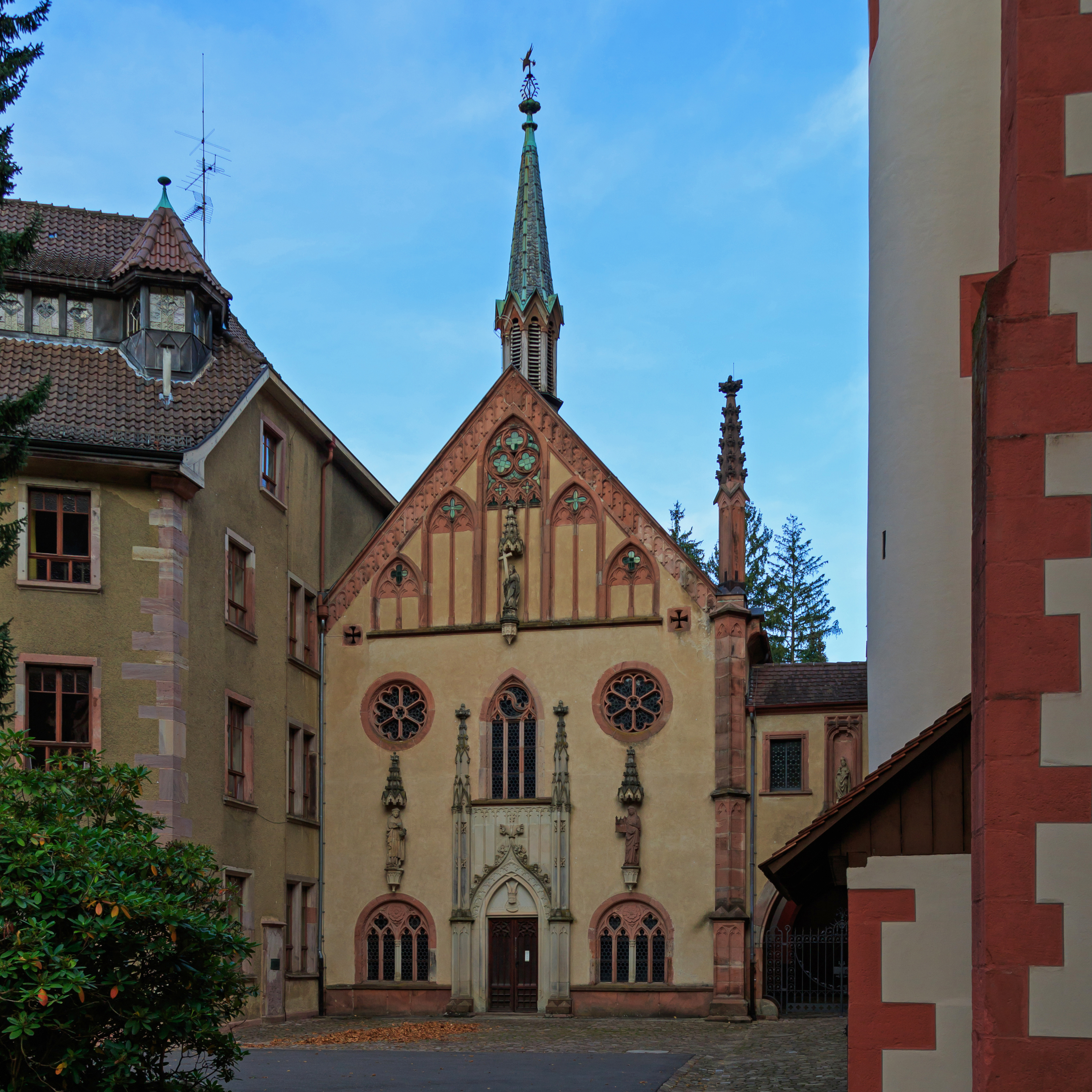
Knížecí kaple

- Vstupní brána kláštera je z roku 1781, vede na trojboký dvůr s kašnou Panny Marie, mezi budovami kostela, opatství, dívčí školy a kaplemi knížecí a poustevnickou.  Další budovy jsou kaple sv. Gertudy, prelatura, klášterní mlýn, hospodářské a správní budovy, vepřín a stáje.
- Kašna s renesančním sloupem a sochou Panny Marie s Ježíškem, byly postaveny roku 1602.
- Opatský kostel Nanebevzetí Panny Marie, poměrně malý gotický chrám, postavený ve 14. století, křížové klenby s kápěmi pocházejí z 15. století, valené klenby lodi jsou renesanční; k zařízení patří tři pozdně gotické oltářní archy, dále barokní skládací oltář Nejsvětější Trojice a Svaté rodiny s českými patrony, česká malba z doby kolem roku 1735 [2]mnoha let, zejména 15. století, jako v této době z iniciativy abatyše Markéty z Badene, interiér kostela byl zrekonstruován v 19. století. Pozdně gotická socha „Madony klíčnice“ (Klíčové madony) je nazvána podle vydlabané schránky, v níž bývaly ukryty klíče od kláštera v dobách jeho ohrožení; úcta k ní je založena na faktu, že klášter nikdy nebyl dobyt.
- Knížecí kaple s kryptou, gotická stavba, dokončená roku 1288, je nejvýznamnější architektonická a sochařská část klášterního komplexu. Do roku 1372 sloužila jako pohřebiště bádenských markrabat z rodu Zähringenů. Tři gotické sochy na průčelí nad vchodem byly přeneseny ze zničeného opatství Všech svatých. Jsou to: sv. Helena, ctihodný opat Gerung (zakladatel zničeného opatství Všech svatých) a jeho matka, kněžna Uta ze Schauenburgu. Za záchranu sochařské výzdoby a renovaci interiéru v době sekularizace vděčí kaple a knihovna arcivévodovi Leopoldovi Bádenskému. Z náhrobků nejvýznamnější jsouu: deska s reliéfem zakladatelky Irmengard Bádenské z let 1340-1350,[3], deska se sochou ležícího rytíře patří knížeti Rudolfu VI. Bádenskému, vytvořená po roce 1400.
- Poustevnická kaple, barokní stavba z roku 1678, sloužila řeholnicím jako pohřební a zádušní kaple.

## Obrazárna

Klášter Lichtenthal - Kloster Lichtental
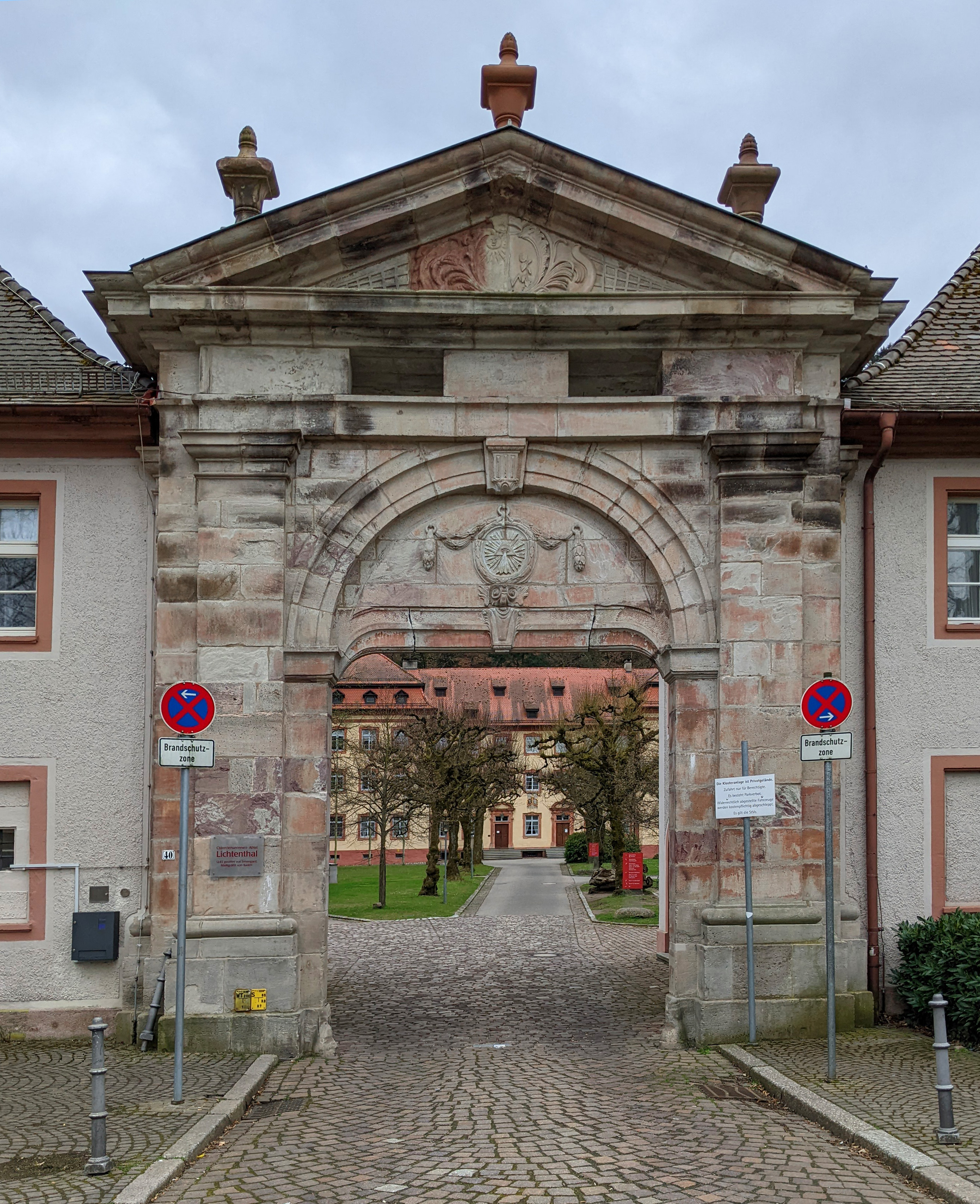
Vstupní brána kláštera
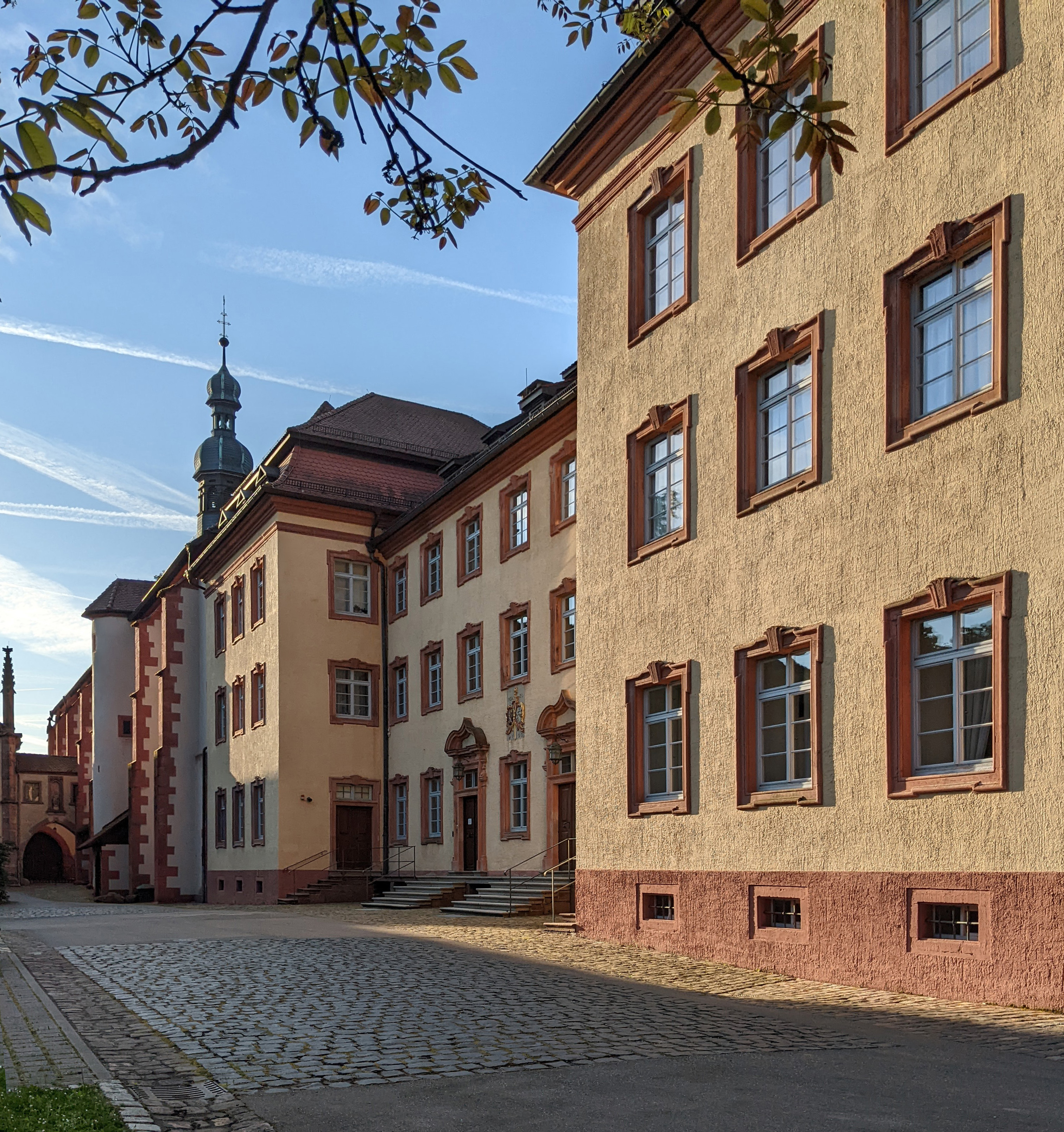
Klášter Lichtenthal, budova opatství
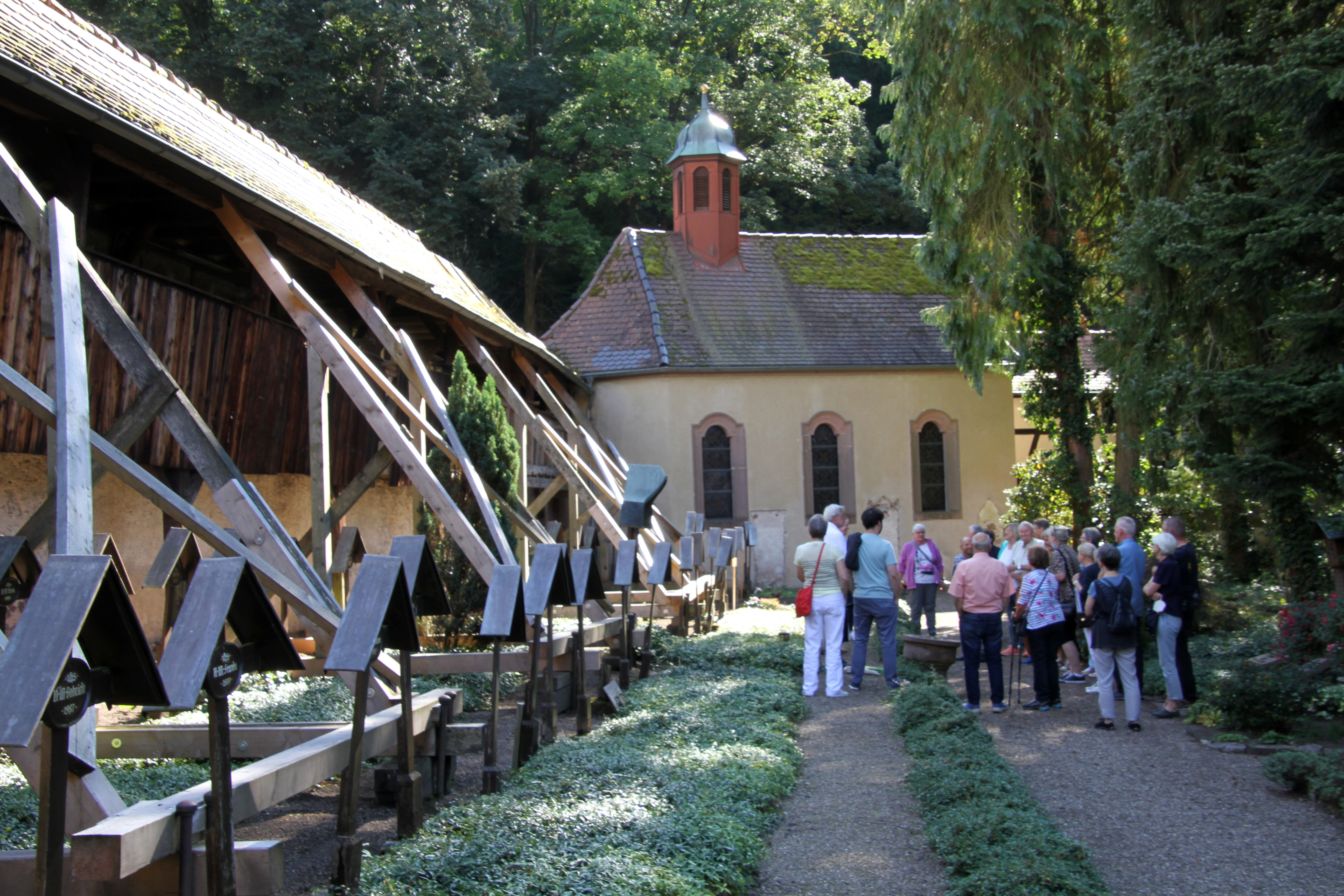
Klášterní hřbitov
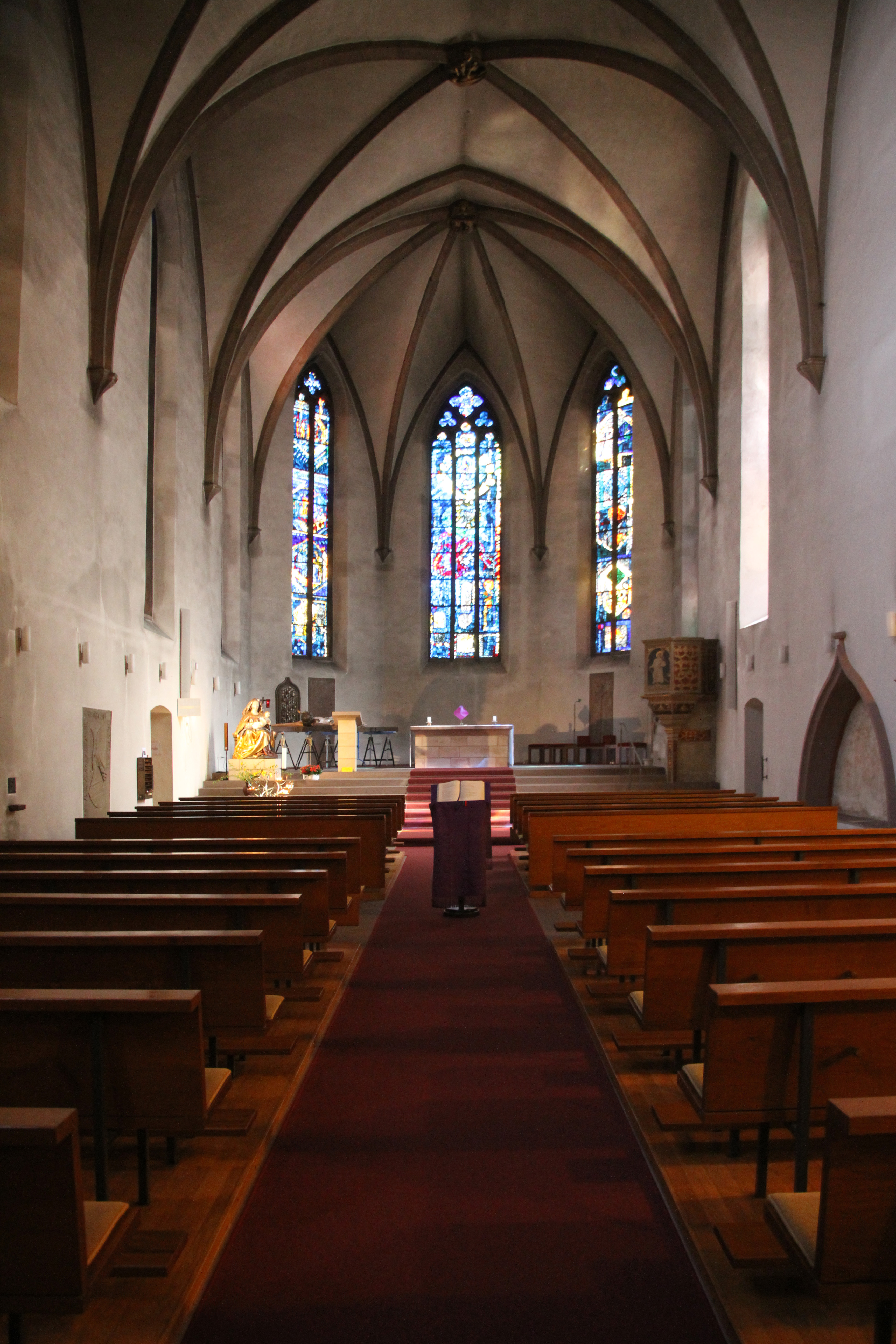
Interiér kostela
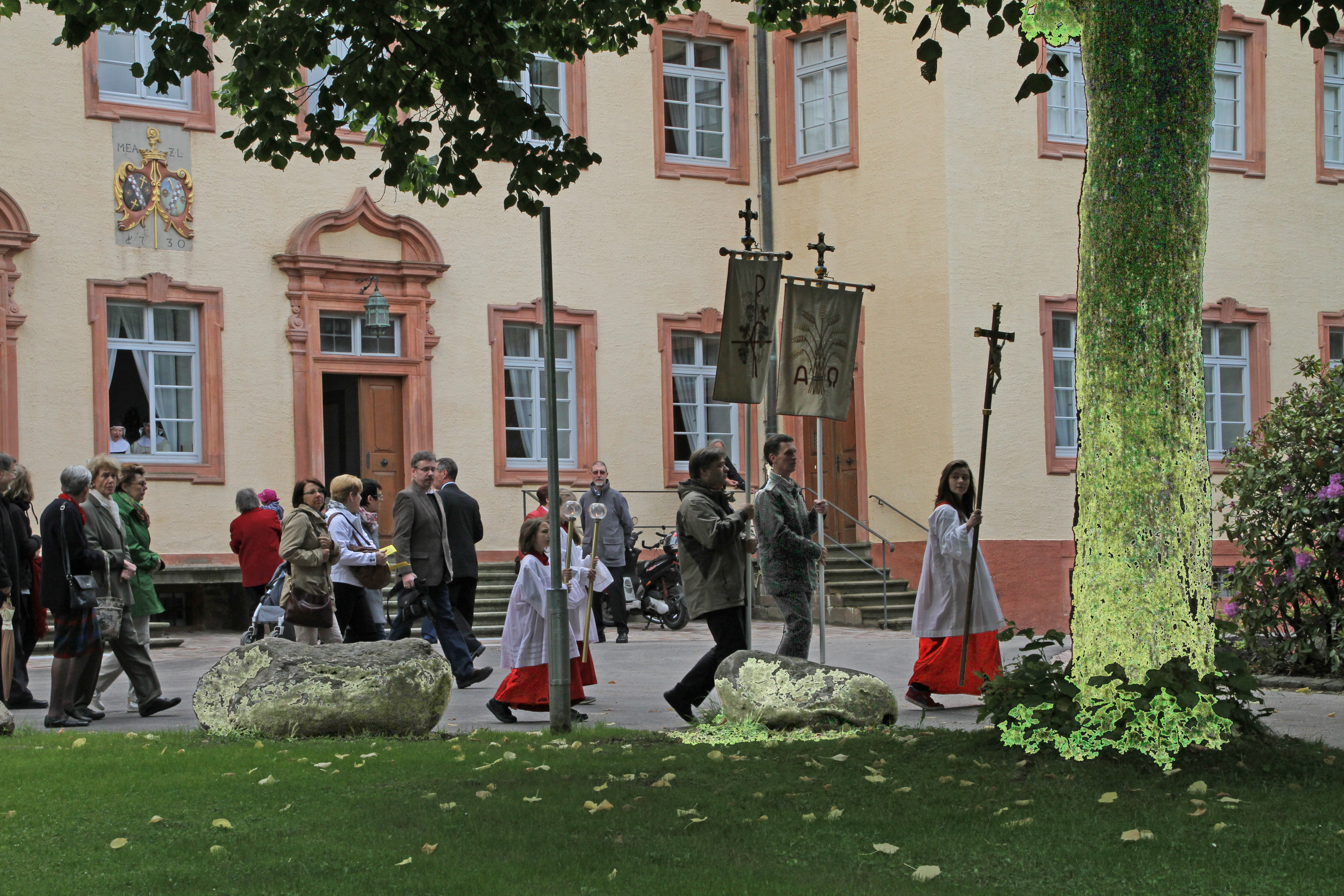
Corpus Christi v klášteře
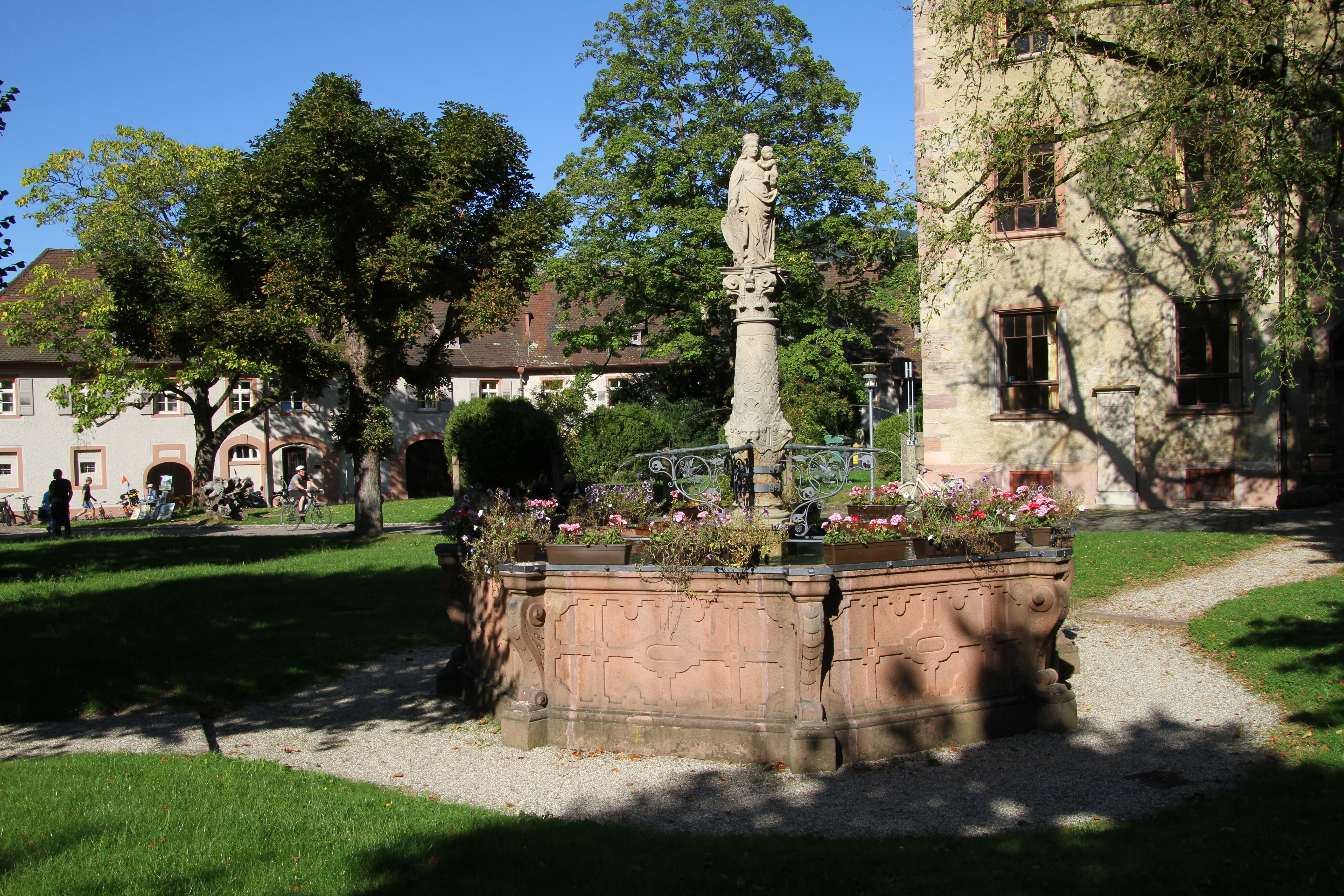
Kašna na nádvoří kláštera
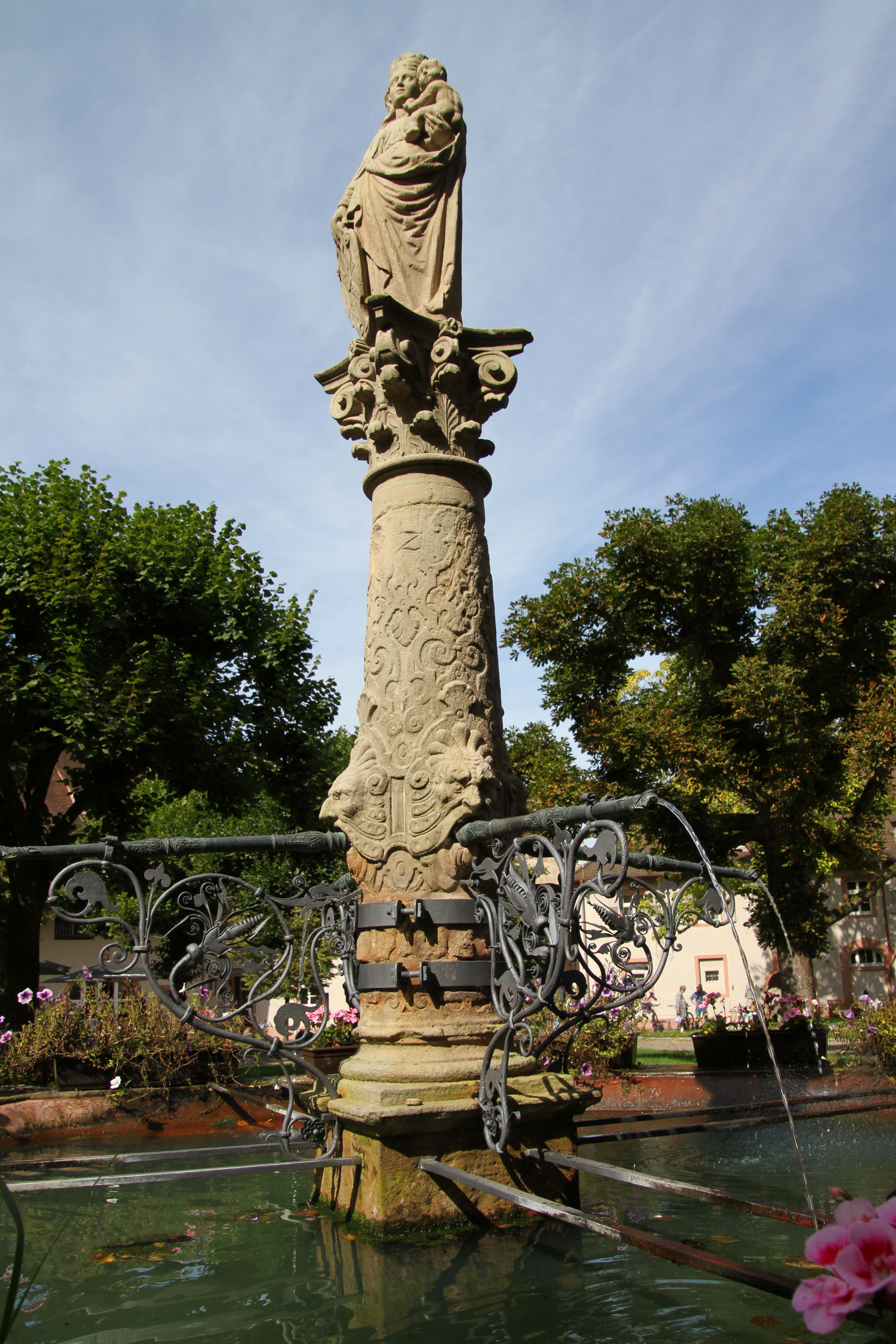
Mariánský sloup kašny (1602)
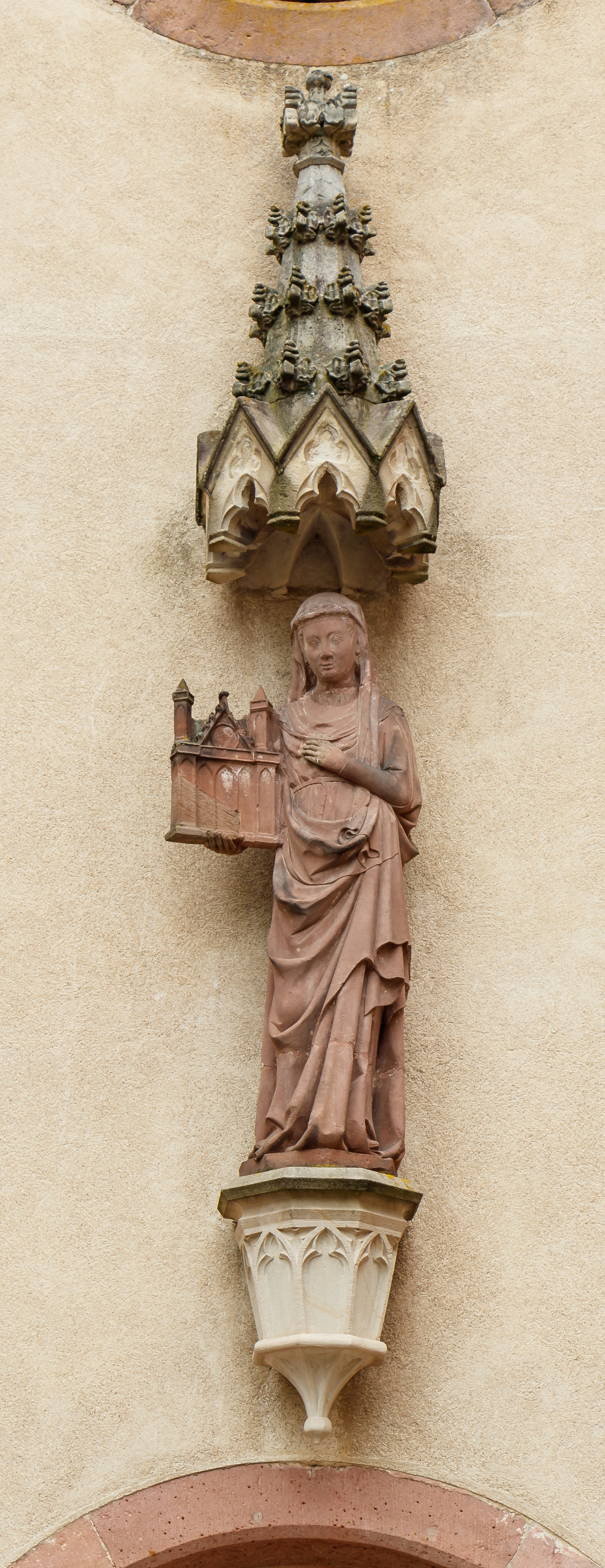
Socha Uty ze Schauenburgu
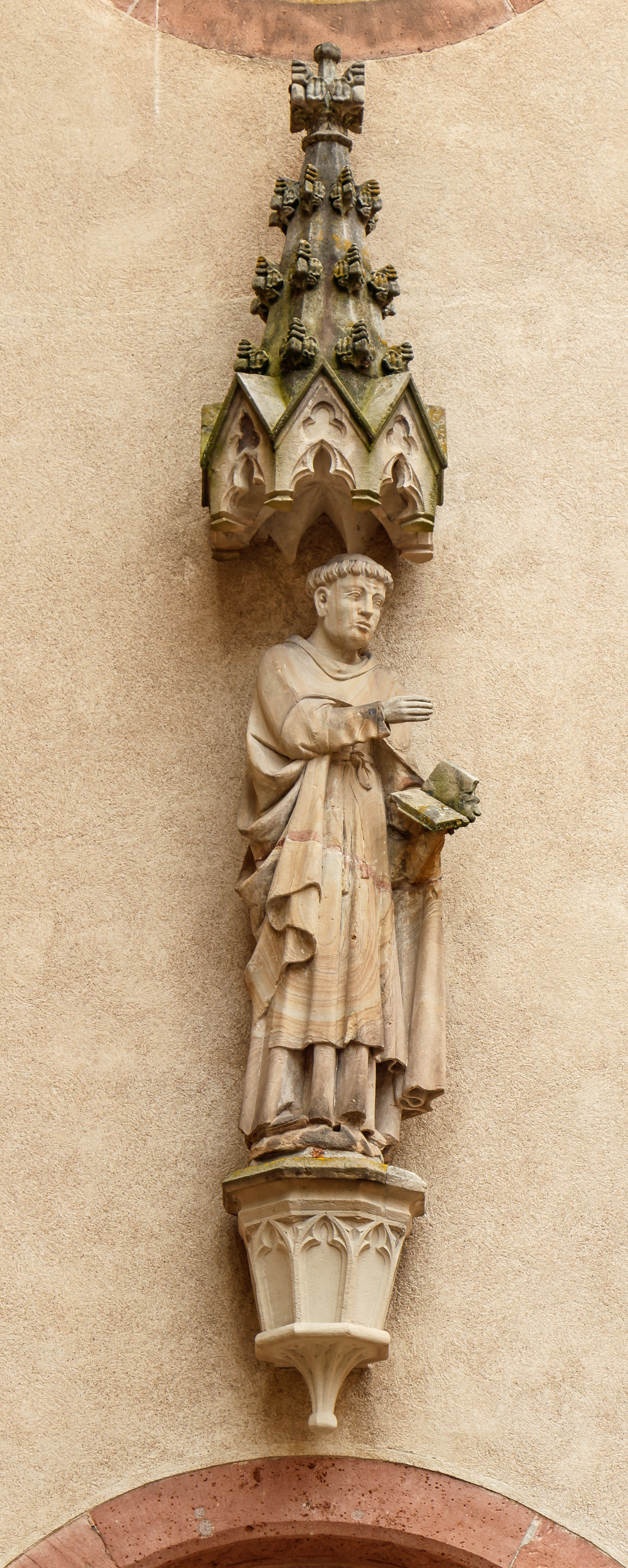
Socha opata Gerunga
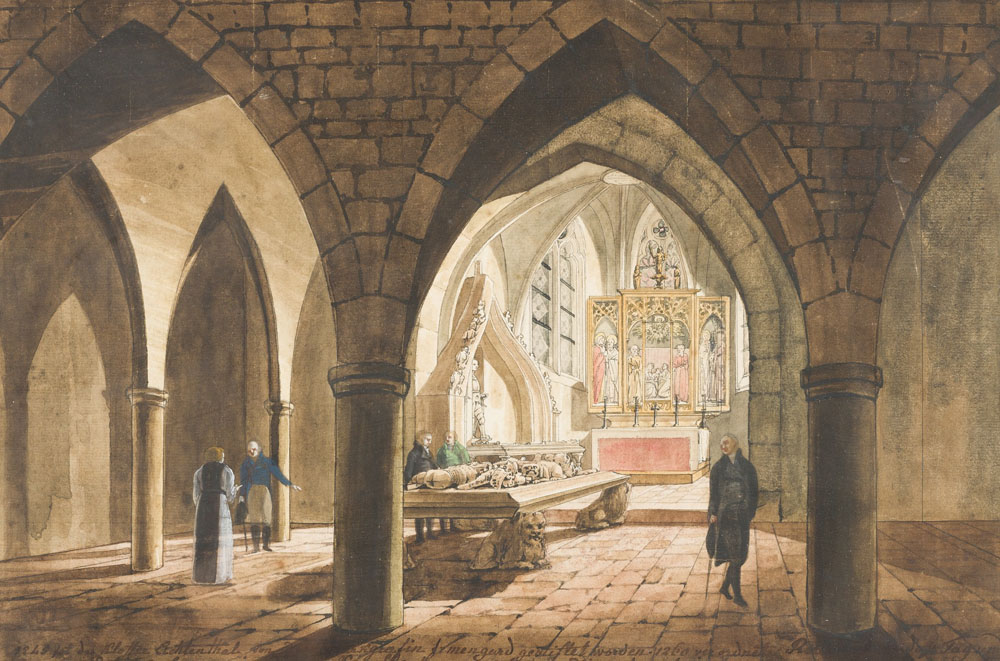
Interiér knížecí kaple (1821)
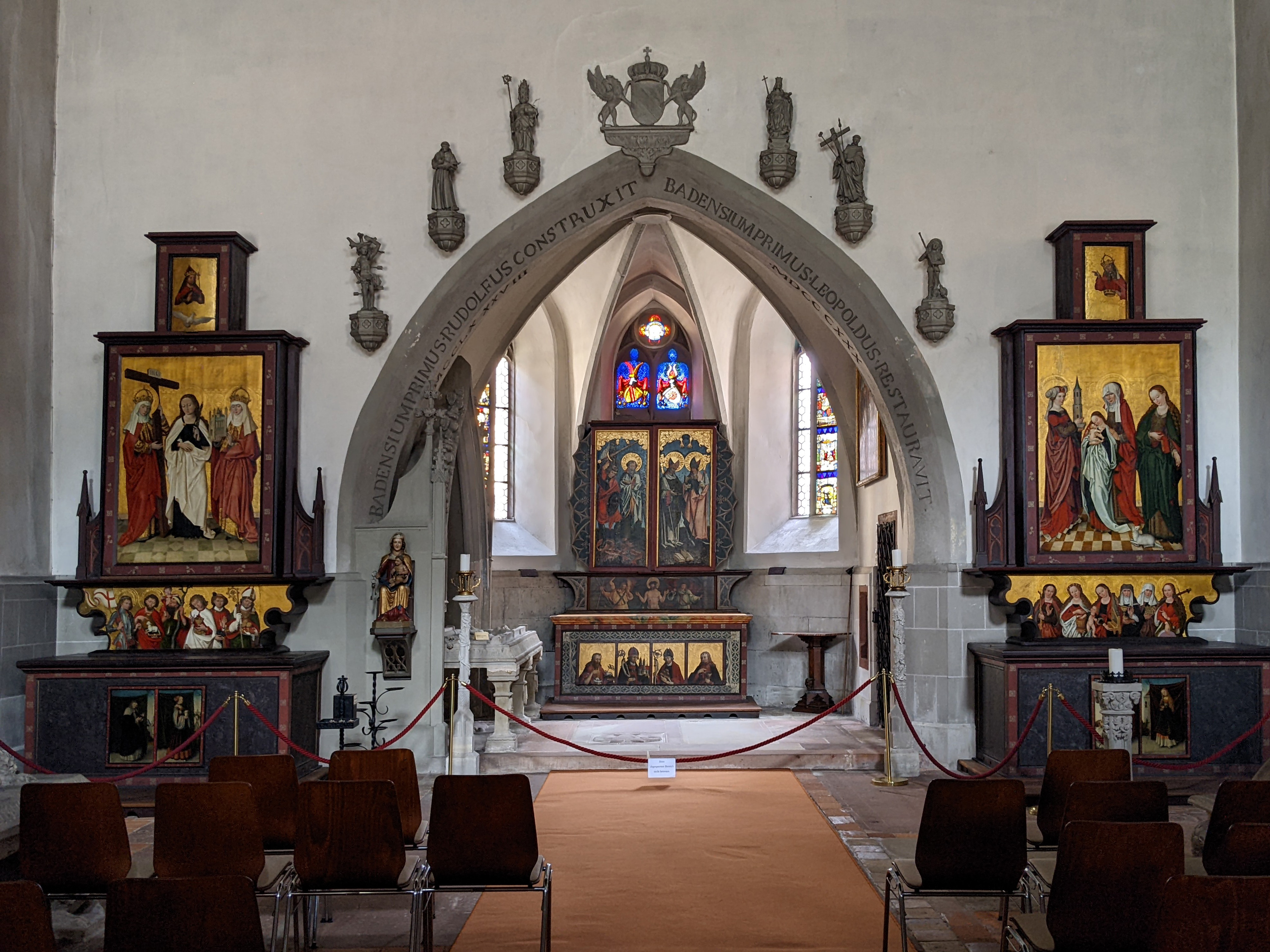
Interiér knížecí kaple
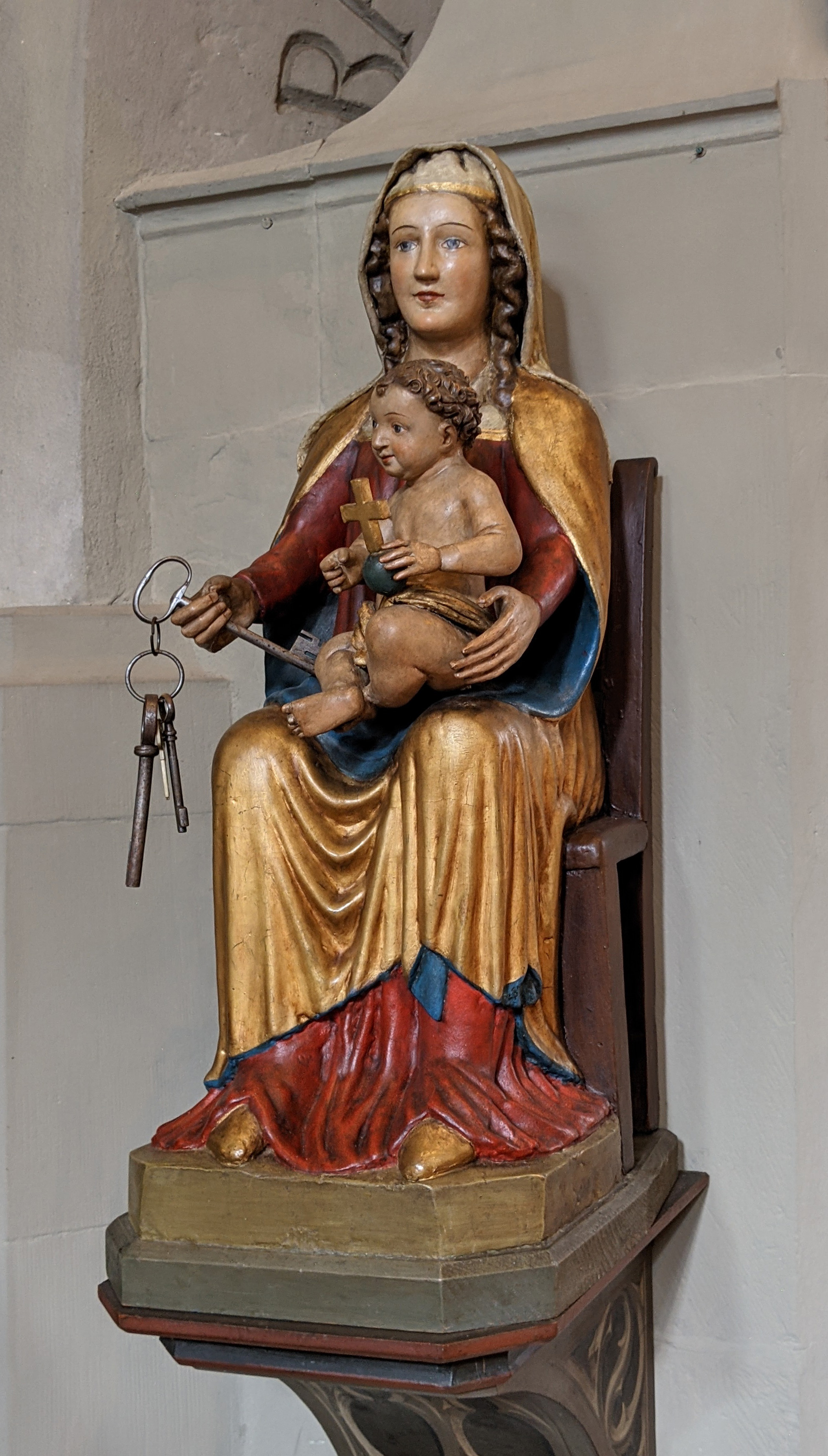
Klíčová madona v knížecí kaple
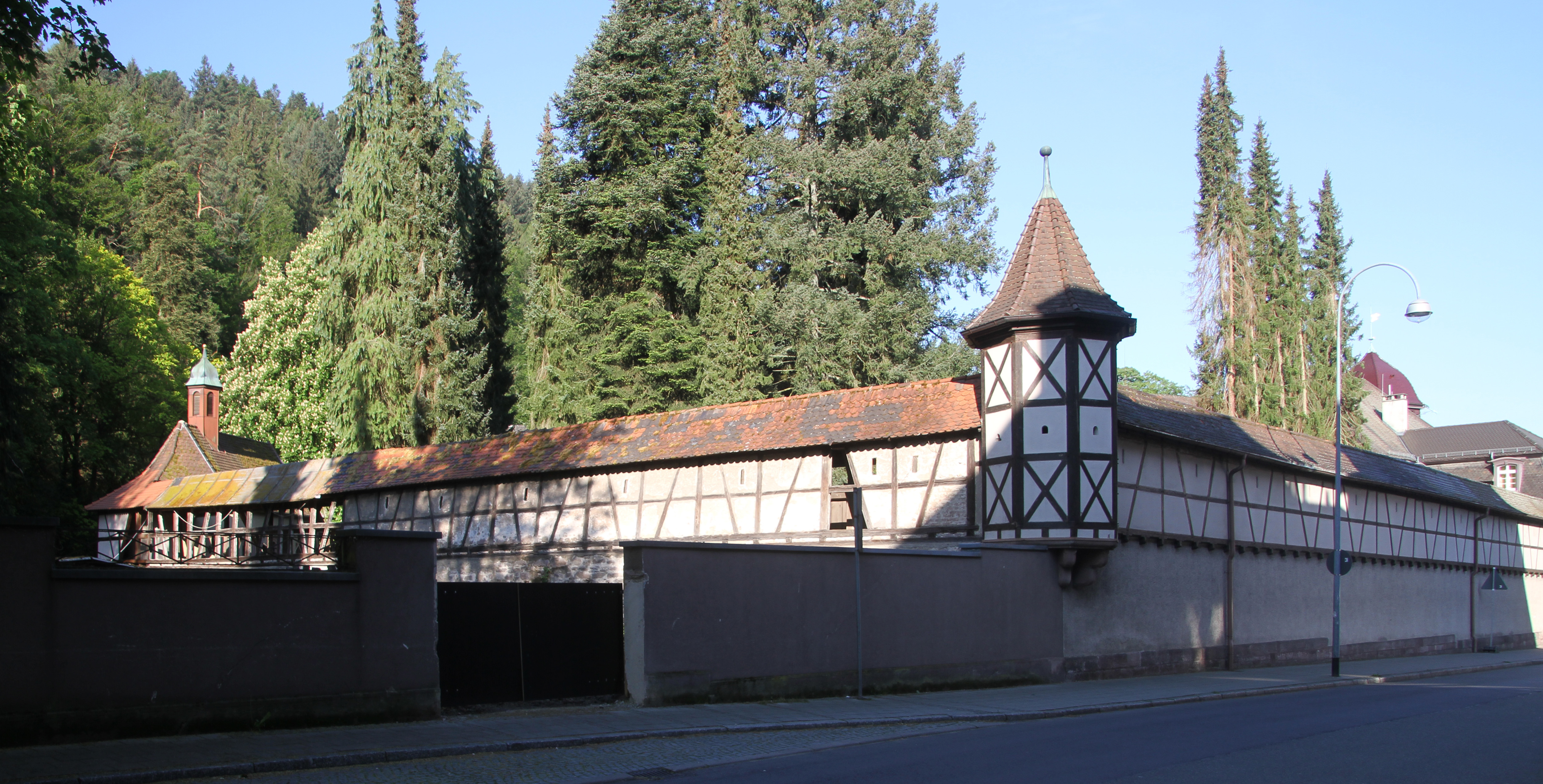
Hrázděná stavba ochozu